# Vision and Voice
Vision and Voice – koncertowy album video deathmetalowej grupy muzycznej Vader, wydany w 1998 roku na kasecie VHS przez Metal Mind Records. Fragmenty koncertu zostały wykorzystane w piątym odcinku serii Historia polskiego rocka pt. „Teoria hałasu” (2008).
18 czerwca 2002 roku wydawnictwo ukazało się na płycie DVD pt. More Vision and the Voice. Jako materiał dodatkowy na płycie znalazły się teledyski do utworów „Incarnated”, „Kingdom” i „Cold Demons”, wywiad z liderem zespołu Vader - Piotrem Wiwczarkiem oraz bootlegi.

## Lista utworów
Opracowano na podstawie materiału źródłowego.
| Nr  | Tytuł utworu                          | Słowa                | Muzyka                                              | Długość |
| --- | ------------------------------------- | -------------------- | --------------------------------------------------- | ------- |
| 1.  | „Omen (Intro)”                        | utwór instrumentalny | Jerry Goldsmith                                     | 02:09   |
| 2.  | „Sothis”                              | Paweł Wasilewski     | Piotr Wiwczarek                                     | 03:51   |
| 3.  | „Distant Dream”                       | Tomasz Krajewski     | Piotr Wiwczarek                                     | 02:28   |
| 4.  | „Silent Empire”                       | Paweł Frelik         | Piotr Wiwczarek                                     | 04:05   |
| 5.  | „Blood of Kingu”                      | Piotr Wiwczarek      | Piotr Wiwczarek                                     | 04:40   |
| 6.  | „Black to the Blind”                  | Paweł Wasilewski     | Piotr Wiwczarek                                     | 04:08   |
| 7.  | „Incarnation”                         | Piotr Wiwczarek      | Piotr Wiwczarek                                     | 05:39   |
| 8.  | „Carnal”                              | Paweł Frelik         | Piotr Wiwczarek                                     | 02:09   |
| 9.  | „Dark Age”                            | Piotr Wiwczarek      | Piotr Wiwczarek                                     | 04:46   |
| 10. | „Kingdom”                             | Tomasz Krajewski     | Piotr Wiwczarek                                     | 03:07   |
| 11. | „Foetus God”                          | Paweł Wasilewski     | Piotr Wiwczarek                                     | 02:44   |
| 12. | „Black Sabbath (cover Black Sabbath)” | Ozzy Osbourne        | Ozzy Osbourne, Tony Iommi, Geezer Butler, Bill Ward | 06:50   |
| 13. | „Red Passage”                         | Paweł Wasilewski     | Piotr Wiwczarek                                     | 03:04   |
| 14. | „Kingdom (teledysk)”                  | Tomasz Krajewski     | Piotr Wiwczarek                                     | 03:04   |
|     |                                       |                      |                                                     | 52:44   |

| Teledyski (More Vision and the Voice) | Teledyski (More Vision and the Voice) | Teledyski (More Vision and the Voice) | Teledyski (More Vision and the Voice) | Teledyski (More Vision and the Voice) |
| Nr                                    | Tytuł utworu                          | Słowa                                 | Muzyka                                | Długość                               |
| ------------------------------------- | ------------------------------------- | ------------------------------------- | ------------------------------------- | ------------------------------------- |
| 1.                                    | „Incarnated”                          | Paweł Wasilewski                      | Piotr Wiwczarek                       | 3:05                                  |
| 2.                                    | „Kingdom”                             | Tomasz Krajewski                      | Piotr Wiwczarek                       | 03:04                                 |
| 3.                                    | „Cold Demons”                         | Piotr Wiwczarek                       | Piotr Wiwczarek                       | 2:40                                  |
|                                       |                                       |                                       |                                       | 8:49                                  |

| No Mercy Festivals 2001 Bootleg (More Vision and the Voice) | No Mercy Festivals 2001 Bootleg (More Vision and the Voice) | No Mercy Festivals 2001 Bootleg (More Vision and the Voice) | No Mercy Festivals 2001 Bootleg (More Vision and the Voice) | No Mercy Festivals 2001 Bootleg (More Vision and the Voice) |
| Nr                                                          | Tytuł utworu                                                | Słowa                                                       | Muzyka                                                      | Długość                                                     |
| ----------------------------------------------------------- | ----------------------------------------------------------- | ----------------------------------------------------------- | ----------------------------------------------------------- | ----------------------------------------------------------- |
| 1.                                                          | „Intro/Dark Age”                                            | Piotr Wiwczarek                                             | Piotr Wiwczarek                                             | 6:05                                                        |
| 2.                                                          | „Crucified Ones”                                            | Piotr Wiwczarek                                             | Piotr Wiwczarek                                             | 3:46                                                        |
| 3.                                                          | „Carnal”                                                    | Paweł Frelik                                                | Piotr Wiwczarek                                             | 2:17                                                        |
| 4.                                                          | „Wings”                                                     | Paweł Frelik                                                | Piotr Wiwczarek                                             | 3:31                                                        |
| 5.                                                          | „Red Passage”                                               | Paweł Wasilewski                                            | Piotr Wiwczarek                                             | 2:57                                                        |
| 6.                                                          | „Intro/Xepher”                                              | Paweł Frelik                                                | Piotr Wiwczarek                                             | 4:41                                                        |
| 7.                                                          | „Cold Demons”                                               | Piotr Wiwczarek                                             | Piotr Wiwczarek                                             | 2:35                                                        |
| 8.                                                          | „Blood Of Kingu”                                            | Piotr Wiwczarek                                             | Piotr Wiwczarek                                             | 5:06                                                        |
|                                                             |                                                             |                                                             |                                                             | 30:58                                                       |

| Inne (More Vision and the Voice) | Inne (More Vision and the Voice) | Inne (More Vision and the Voice) |
| Nr                               | Tytuł utworu                     | Długość                          |
| -------------------------------- | -------------------------------- | -------------------------------- |
| 1.                               | „Wywiad z Piotrem Wiwczarkiem”   | 24:14                            |
|                                  |                                  | 24:14                            |

## Twórcy
Opracowano na podstawie materiału źródłowego.
| Zespół Vader w składzie - Piotr „Peter” Wiwczarek – gitara rytmiczna, gitara prowadząca, wokal prowadzący - Maurycy „Mauser” Stefanowicz – gitara rytmiczna, gitara prowadząca - Leszek „Shambo” Rakowski – gitara basowa - Krzysztof „Docent” Raczkowski – perkusja |  | Produkcja - Tomasz Dziubiński – producent wykonawczy - Krzysztof Mierzwiński – realizacja - Janusz Fryc, Marek Suberniak – obsługa techniczna - Jacek Dybowski – miksowanie obrazu - Maria Miodunka – produkcja - Andrzej Nakowski, Dariusz Posłuszny, Janusz Roczniak, Marek Fijihaner, Marek Jasko, Wiesław Grochot, Wojciech Kursa – kamera - Massive Management – zdjęcia, Metal Hammer – zdjęcia - Tomasz Pomarański – produkcja - Alicja Janowska, Jacek Galica – montaż - Masmiseim, Jeremi Grzywa – światła - Mariusz Kmiołek – management - Piotr Brzeziński – miksowanie audio - Bartłomiej Kuźniak – remastering - Takt – authoring DVD |